# Masters de Montecarlo 1991
El Masters de Montecarlo 1991 fue un torneo de tenis masculino jugado sobre tierra batida. Fue la 85.ª edición de este torneo. Se celebró entre el 22 y el 28 de abril de 1991.

## Campeones

### Individuales
Sergi Bruguera vence a  Boris Becker, 5–7, 6–4, 7–6(8–6), 7–6(7–4).

### Dobles
Luke Jensen /  Laurie Warder vencen a  Paul Haarhuis /  Mark Koevermans, 5–7, 7–6, 6–4.